# Possession Islands
Die Possession Islands (von englisch possession ‚Besitz, Eigentum‘) sind eine Gruppe kleiner Inseln und Brandungsfelsen vor der Borchgrevink-Küste des ostantarktischen Viktorialands. Sie erstrecken sich über ein Gebiet von 13 km Länge im westlichen Abschnitt des Rossmeeres in einer Entfernung von etwa 8 km südöstlich des Kap McCormick.
Entdeckt wurde sie bei der Antarktisexpedition (1839–1843) des britischen Polarforschers James Clark Ross. Dieser erinnerte mit der Benennung an die Inbesitznahme der Inseln für das Britische Weltreich durch das Hissen des Union Jack am 12. Januar 1841 auf der Hauptinsel Possession Island.

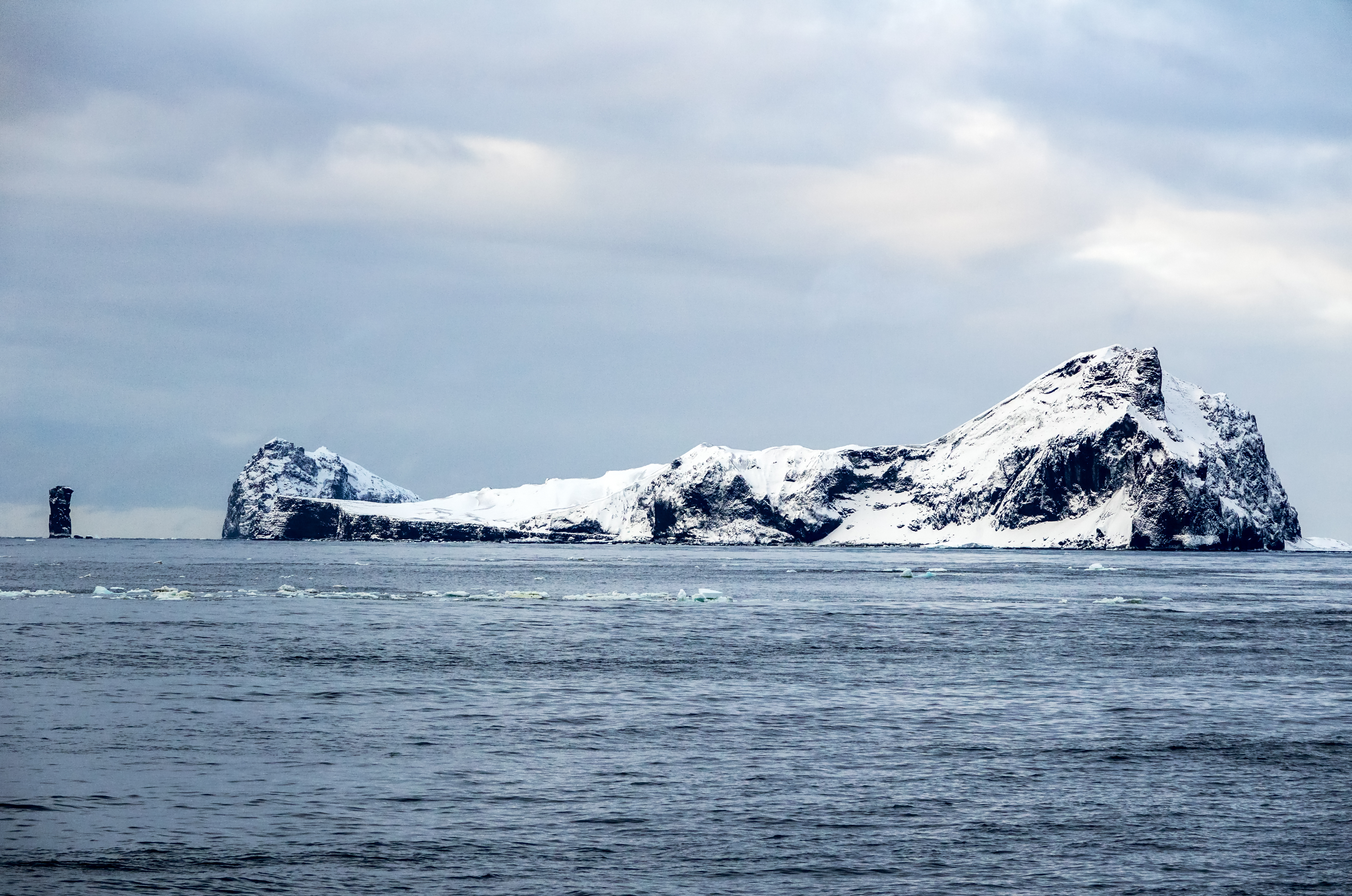
Possession Island mit Dickson Pillar (links)
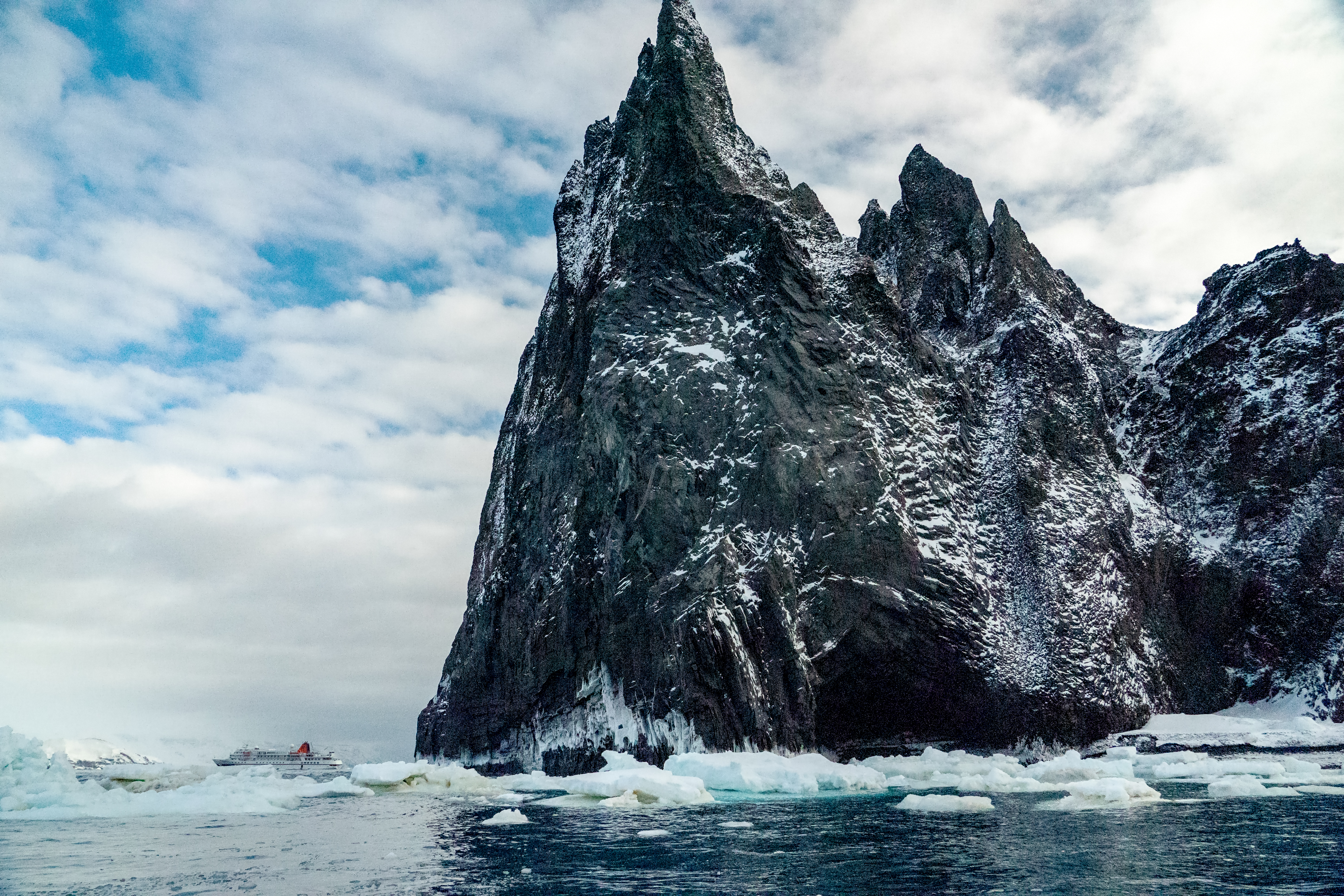
Spitze von Possession Island
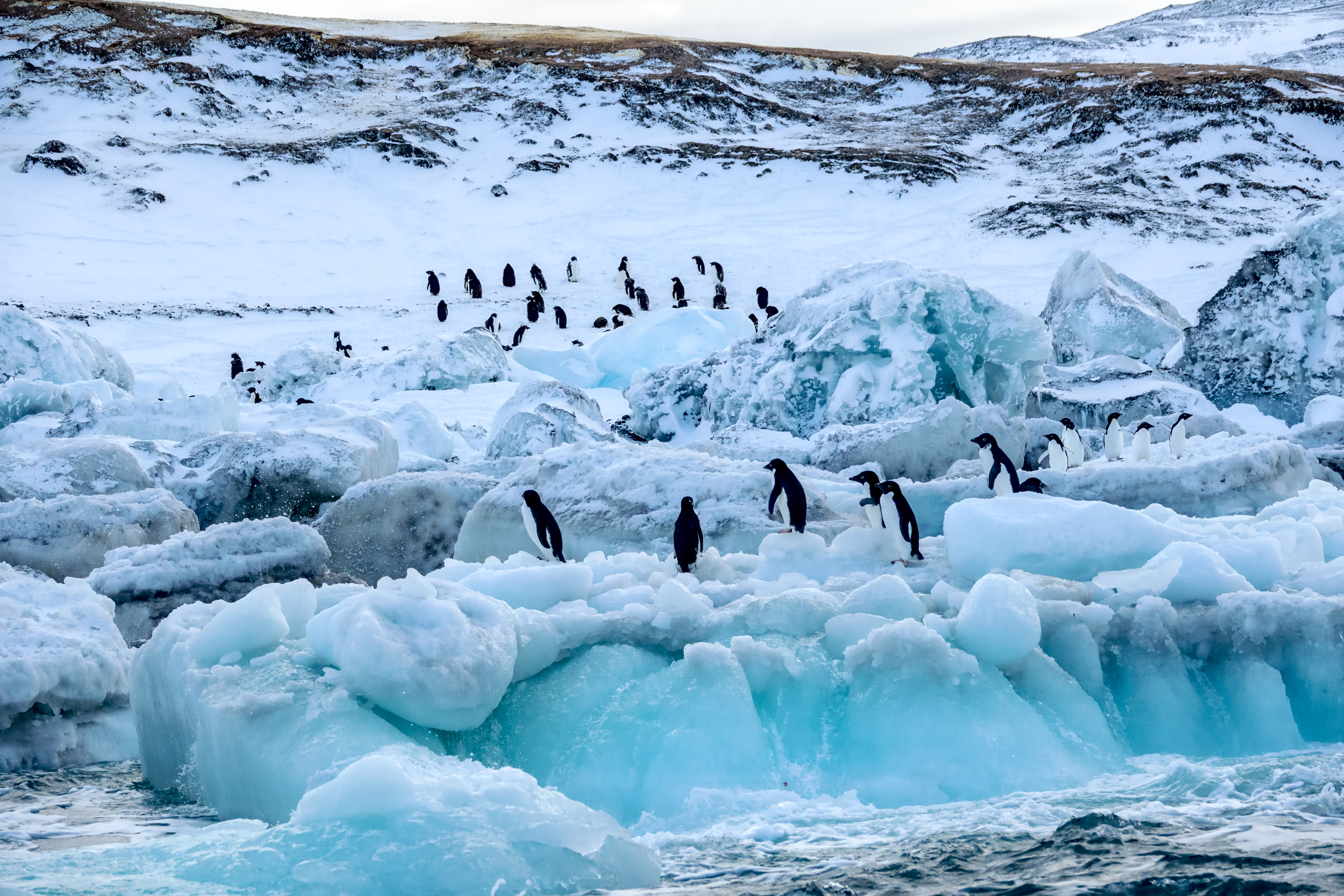
Adeliepinguine auf Possession Island
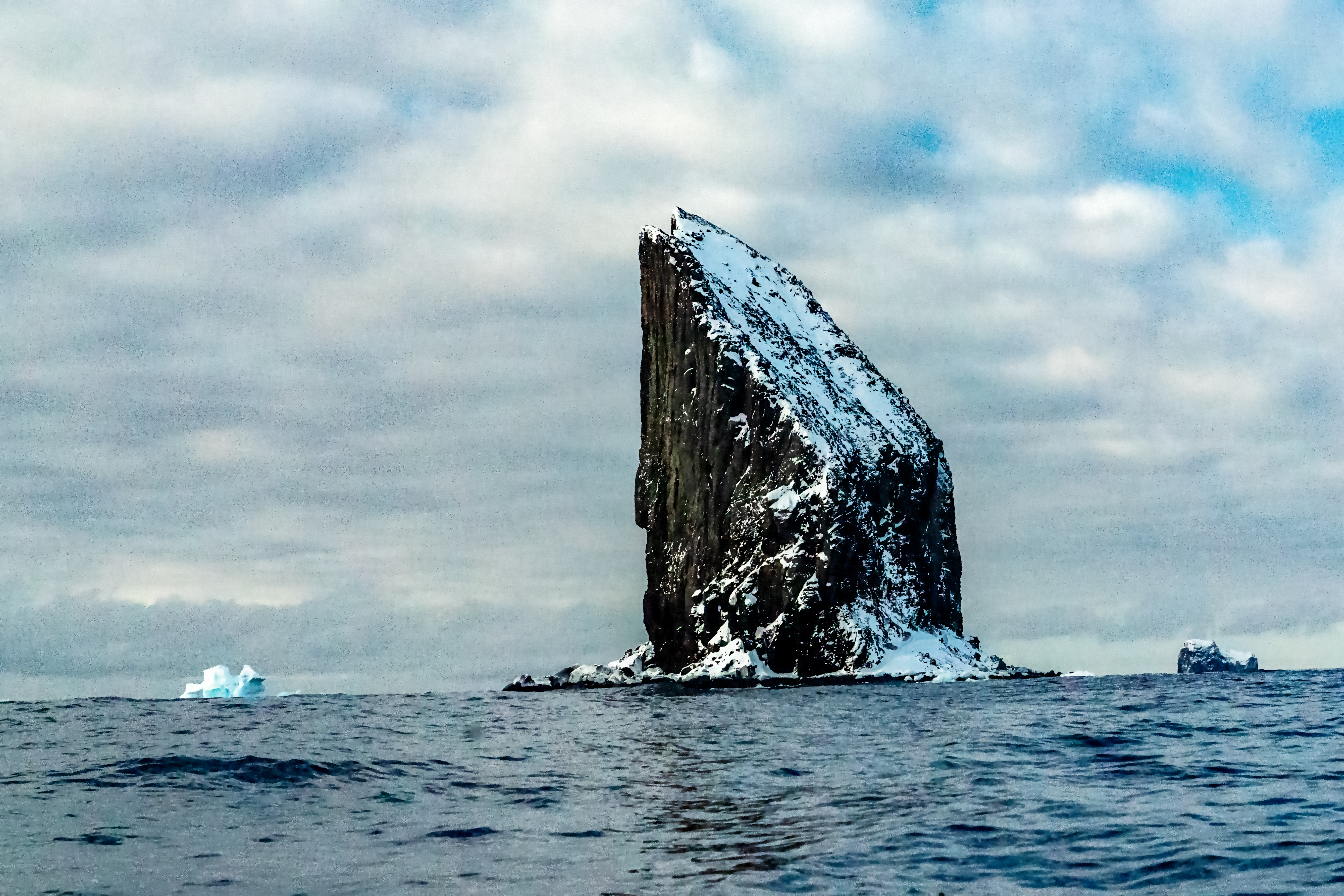
Klippe der Kristensen Rocks